# Streamcore

Streamcore est une entreprise informatique française qui fournit des solutions de « WAN 2.0 Assurance » pour garantir les performances des communications unifiées et des applications interactives sur les réseaux étendus. Streamcore permet aux entreprises d’appliquer des politiques métier pour assurer les performances des flux voix/vidéo temps réel et des applications critiques, qu’ils soient échangés à travers des réseaux privés traditionnels ou via des modèles basés sur le « Cloud ». Les solutions Streamcore proposent des fonctionnalités de visibilité et de contrôle sur le réseau, avec une approche orientée métier prenant en compte les contraintes opérationnelles et organisationnelles. Streamcore adresse les marchés des grandes entreprises, des opérateurs et des agences gouvernementales qui ont besoin d’assurer la qualité de leurs applications stratégiques.

## Historique
La société a été créée en 1996 par Rémi Després avec ses collaborateurs André Krempf, Remi Lucet et René Le Goff. L'entreprise a été reprise en 2004 par Diaa Elyaacoubi. Elle reprend alors, sous le nom de Streamcore System, les  produits de Streamcore. Elle est constituée d’une équipe de spécialistes de systèmes et des réseaux issus de France Telecom, de BT, d’Alcatel Lucent et de Cisco.

## Offre produits
- StreamGroomers, équipements de gestion de trafic. Ils agissent sur le trafic échangé entre les réseaux locaux (LAN) et étendus (WAN) : ils analysent mais aussi régulent les flux en fonction des règles réseau, applicatives, VoIP et vidéo définies par l'administrateur.

- StreamGroomer Managers, une administration centralisée de toutes les fonctionnalités dont la configuration, le monitoring temps réel, le reporting et le contrôle des performances.

## Partenaires
Incluant les prestataires, intégrateurs et les opérateurs : 
Orange, SFR, NextiraOne, Axians, SPIE,  Devoteam Group, Ajilon, Cap Synergy, DCI, CBI, Brain Networks, Astrel, Satec Group, M2I Services, Axeli, CROC, INEOS et Network Associates Tunisie

## Awards
- 2011 - TMC Labs Innovation Award
- 2011 - Network Products Guide Award "Hot Technologies"
- 2011 - EMA Radar Report for WAN Optimization Controller (WOC) "Strong Value"
- 2010 - Network Products Guide Award "Product Innovation"
- 2010 - CNBC European Business Leaders Award
- 2009 - Red Herring 100 Global
- 2009 - Red Herring 100 Europe
- 2009 - Frost & Sullivan Best Practices Award